# Premi Robert 2013
La 30ª edizione dei Premi Robert si è svolta a Copenaghen il 28 febbraio 2013.
Il grande favorito, Royal Affair (En kongelig affære) di Nikolaj Arcel, ha ricevuto nove riconoscimenti (su quindici candidature), fra cui quello per il miglior regista, ma il premio per il miglior film è andato a Kapringen di Tobias Lindholm.

## Vincitori e candidati
I vincitori sono indicati in grassetto, a seguire gli altri candidati.
Miglior film
- Kapringen, regia di Tobias Lindholm
- Teddy Bear, regia di Mads Matthiesen
- Love Is All You Need (Den skaldede frisør), regia di Susanne Bier
- Royal Affair (En kongelig affære), regia di Nikolaj Arcel
- Undskyld jeg forstyrrer, regia di Henrik Ruben Genz

Miglior film per ragazzi
- You & Me Forever, regia di Kaspar Munk
- Fuglejagten, regia di Christian Dyekjær
- Gummi T, regia di Michael Hegner
- Marco Macaco, regia di Jan Rahbek
- Max Pinlig på Roskilde, regia di Lotte Svendsen

Miglior regista
- Nikolaj Arcel - Royal Affair (En kongelig affære)
- Kaspar Munk - You & Me Forever
- Lotte Svendsen - Max Pinlig på Roskilde
- Susanne Bier - Love Is All You Need (Den skaldede frisør)
- Tobias Lindholm - Kapringen

Miglior attore protagonista
- Søren Malling - Kapringen
- Jens Jørn Spottag - Hvidsten gruppen
- Lars Mikkelsen - Viceværten
- Mads Mikkelsen - Royal Affair (En kongelig affære)
- Søren Sætter-Lassen - Marie Krøyer

Miglior attrice protagonista
- Bodil Jørgensen - Hvidsten gruppen ex aequo Trine Dyrholm - Love Is All You Need (Den skaldede frisør)
- Alicia Vikander - Royal Affair (En kongelig affære)
- Birgitte Hjort Sørensen - Marie Krøyer
- Sara Hjort - Undskyld jeg forstyrrer

Miglior attore non protagonista
- Mikkel Boe Følsgaard - Royal Affair (En kongelig affære)
- Bjarne Henriksen - Hvidsten gruppen
- Lars Bom - Max Pinlig på Roskilde
- Nicolaj Kopernikus - Viceværten
- Pilou Asbæk - Kapringen

Miglior attrice non protagonista
- Trine Dyrholm - Royal Affair (En kongelig affære)
- Emilie Kruse - You & Me Forever
- Lotte Andersen - Undskyld jeg forstyrrer
- Molly Blixt Egelind - Love Is All You Need (Den skaldede frisør)
- Stine Stengade - Undskyld jeg forstyrrer

Miglior sceneggiatura
- Tobias Lindholm - Kapringen
- Anders Thomas Jensen - Love Is All You Need (Den skaldede frisør)
- Lotte Svendsen, Mette Horn e David Sandreuter - Max Pinlig på Roskilde
- Marie Østerbye e Christian Torpe - Sover Dolly på ryggen?
- Nikolaj Arcel e Rasmus Heisterberg - Royal Affair (En kongelig affære)

Miglior fotografia
- Rasmus Videbæk - Royal Affair (En kongelig affære)
- Dirk Brüel - Marie Krøyer
- Magnus Nordenhof Jønck - Kapringen
- Sebastian Blenkov - Undskyld jeg forstyrrer
- Søren Bay - You & Me Forever

Miglior montaggio
- Adam Nielsen - Kapringen
- Kasper Leick - Undskyld jeg forstyrrer
- Marlene Billie Andreasen e Nanna Frank Møller - You & Me Forever
- Mikkel E.G. Nielsen e Kasper Leick - Royal Affair (En kongelig affære)
- Pernille Bech Christensen e Morten Egholm - Love Is All You Need (Den skaldede frisør)

Miglior scenografia
- Niels Sejer - Royal Affair (En kongelig affære)
- Jette Lehmann - Marie Krøyer
- Mette Rio - Undskyld jeg forstyrrer
- Peter Grant - Love Is All You Need (Den skaldede frisør)
- Thomas Greve - Kapringen

Migliori costumi
- Manon Rasmussen - Royal Affair (En kongelig affære)
- Louise Hauberg - Kapringen
- Manon Rasmussen - Marie Krøyer
- Mette Lynggaard - You & Me Forever
- Sussie Bjørnvad - Undskyld jeg forstyrrer

Miglior musica
- Gabriel Yared e Cyrille Aufort - Royal Affair (En kongelig affære)
- Hildur Guðnadóttir - Kapringen
- Peter Peter - Over Kanten
- Sara Savery - You & Me Forever
- Søren Schou - Max Pinlig på Roskilde

Miglior canzone
- Sangen om Gummi T - Hvem ved hvad der er op og ned di Annika Aakjær, Halfdan E e Søren Siegumfeldt - Gummi T
- Videre di Lotte Svendsen e Søren Schou - Max Pinlig på Roskilde
- Jo-Ann di The Heartbreak Hotels, Søren Rasted e Nicolaj Rasted - Talenttyven

Miglior sonoro
- Morten Green - Kapringen
- Hans Kock e Claus Lynge - Royal Affair (En kongelig affære)
- Matias La Cour e Rune Klausen - Max Pinlig på Roskilde
- Peter Albrechtsen - You & Me Forever
- Roar Skau Olsen - Undskyld jeg forstyrrer

Miglior trucco
- Ivo Strangmüller e Dennis Knudsen - Royal Affair (En kongelig affære)
- Birgitte Lassen - Max Pinlig på Roskilde
- Dennis Knudsen e Tina Helmark - Marie Krøyer
- Louise Hauberg - Kapringen
- Soile Ludjoi - Undskyld jeg forstyrrer

Migliori effetti speciali
- Jeppe Nygaard Christensen, Esben Syberg e Rikke Hovgaard Jørgensen - Royal Affair (En kongelig affære)
- Bo Scheurer, Mads Hagbarth Lund e Sune Fogtmann – Over kanten
- Martin Madsen – Hvidsten gruppen
- Søren Hjort, Sospeter Nganga e Mads Hagbarth Lund – Max Pinlig på Roskilde
- Tonni Zinck, Anders Hald, Daniel Silwerfeldt ed Andreas Severin – Marco Macaco

Miglior film statunitense
- Argo, regia di Ben Affleck
- Hugo Cabret (Hugo), regia di Martin Scorsese
- La fuga di Martha (Martha Marcy May Marlene), regia di Sean Durkin
- Moonrise Kingdom - Una fuga d'amore (Moonrise Kingdom), regia di Wes Anderson
- Il cavaliere oscuro - Il ritorno (The Dark Knight Rises), regia di Christopher Nolan

Miglior film straniero non statunitense
- Amour, regia di Michael Haneke
- Il ragazzo con la bicicletta (Le Gamin au vélo), regia di Jean-Pierre e Luc Dardenne
- Holy Motors, regia di Leos Carax
- Shame, regia di Steve McQueen
- The Artist, regia di Michel Hazanavicius

Miglior documentario
- The Act of Killing, regia di Joshua Oppenheimer
- Identitetstyveriet, regia di Max Kestner
- Mercy Mercy - Adoptionens pris, regia di Katrine W. Kjær

Miglior cortometraggio di finzione o d'animazione
- Dyret, regia di Malene Choi
- Daimi, regia di Marie Grahtø Sørensen
- Happy New Years, regia di Emil Falke

Miglior cortometraggio documentario
- Kongens foged, regia di Phie Ambo
- Et blad falder til himlen, regia di Anders Birch e Didde Elnif
- Ghettodrengen, regia di Kasper Bisgaard

Premio Robert onorario
- Ghita Nørby